# Carpatair
Carpatair — одна из авиакомпаний в Восточной Европе, базирующаяся в городе Тимишоара (Румыния), аэропорт «Traian Vuia». В 2014 году прошла процедуру банкротства и реорганизацию, после которой не выполняла регулярных рейсов.

## История
Компания была основана в феврале 1999 года, в начале своей деятельности имела название Veg Air и работала с одним самолётом Як-40, арендованным у Moldavian Airlines. Название Carpatair появилось только в декабре 1999 года, когда 49 % акций авиакомпании приобрели швейцарские и шведские инвесторы. До сих пор[уточнить] контрольным пакетом в 51 % владеют румынские акционеры.
Carpatair первой среди румынских перевозчиков организовала рейсы в Трансильванию, поэтому благодаря отсутствию конкуренции быстро стала популярной.
В 2014 году авиакомпания запустила рейс связывающий Кишинёв и Лондон. Carpatair стала первой авиакомпанией связывающий аэропорт Кишинёва и аэропорт Лутон
В мае 2022 года авиакомпания передала единственный Airbus A319 в аренду авиакомпании AirBaltic.

## Флот Carpatair
Флот Carpatair в разное время состоял из самолётов Як-40, Saab 340 и Saab 2000, Fokker 70 и ATR 72.
В декабре 2021 года Carpatair получила первый самолёт производства Airbus — A319. Кроме него флот авиакомпании в 2022 году включает два Fokker 100 и один Boeing 737-300.